# Hermsdorf (Brandeburgo)
Hermsdorf, in lusaziano Hermanecy, è un comune di 733 abitanti Brandeburgo, in Germania.

Appartiene al circondario dell'Oberspreewald-Lusazia (targa OSL) ed è parte della comunità amministrativa (Amt) di Ruhland.

## Geografia antropica

### Suddivisioni amministrative
Il territorio comunale si divide in due zone, corrispondenti al centro abitato di Hermsdorf e a una frazione (Ortsteil):
- Hermsdorf (centro abitato), con la località:
  - Lipsa
- Jannowitz

## Società

### Evoluzione demografica
| Anno | Abitanti |
| ---- | -------- |
| 1875 | 400      |
| 1890 | 400      |
| 1910 | 550      |
| 1925 | 593      |
| 1933 | 575      |
| 1939 | 836      |
| 1946 | 1 122    |
| 1950 | 1 236    |
| 1964 | 1 263    |
| 1971 | 1 210    |

| Anno | Abitanti |
| ---- | -------- |
| 1981 | 1 091    |
| 1985 | 1 043    |
| 1989 | 1 045    |
| 1990 | 1 040    |
| 1991 | 1 034    |
| 1992 | 1 020    |
| 1993 | 1 010    |
| 1994 | 1 023    |
| 1995 | 1 007    |
| 1996 | 1 010    |

| Anno | Abitanti |
| ---- | -------- |
| 1997 | 1 019    |
| 1998 | 1 013    |
| 1999 | 1 014    |
| 2000 | 1 020    |
| 2001 | 1 029    |
| 2002 | 952      |
| 2003 | 942      |
| 2004 | 930      |
| 2005 | 924      |
| 2006 | 908      |

| Anno | Abitanti |
| ---- | -------- |
| 2007 | 893      |
| 2008 | 874      |
| 2009 | 856      |
| 2010 | 839      |
| 2011 | 813      |
| 2012 | 808      |
| 2013 | 803      |